# Soojin
Seo Soo-jin (hangeul : 서수진 ; hanja : 徐穗珍 ; RR : Seo Su-jin ; MR : Sŏ Suchin), née le 9 mars 1998, mieux connue sous le nom de Soojin, est une chanteuse, rappeuse et danseuse sud-coréenne. Elle est une ancienne membre du groupe de filles sud-coréen (G)I-dle sous Cube Entertainment. Après avoir quitté le groupe en 2021, elle fait ses débuts en tant que soliste avec l'EP Agassy (en), qui sort le 8 novembre 2023 sous le label BRD Communications.

## Jeunesse
Soojin est née à Gyeonggi, en Corée du Sud. Elle fréquente le collège Waw à Hwaseong. Elle apprend ensuite la danse jazz et le taekwondo tout en étudiant au lycée des arts coréens. Elle décide très tôt dans sa vie de poursuivre une carrière de chanteuse, mais déclare qu'il lui a fallu deux ans pour convaincre son père d'être d'accord avec ses décisions.

## Carrière

### Pré-débuts
Soojin est d'abord stagiaire chez DN Entertainment et est à l'origine censée être membre du groupe de filles sud-coréen Vividiva sous son nom de scène N.Na (앤나). Elle participe à plusieurs performances et séances photo du groupe, mais quitte le groupe en 2015,.
Puis en 2016, Soojin entre comme stagiaire chez Cube Entertainment. En 2017-2018, elle apparaît dans les vidéoclips solo de Soyeon pour les chansons Jelly et Idle Song en tant que danseuse portant un masque,.

### 2018-2020: débuts avec (G)I-dle et activités en solo
En 2018, elle est révélée comme membre du groupe de filles (G)I-dle et fait ses débuts avec le groupe le 2 mai 2018, à la suite de la sortie du premier mini-album du groupe, I Am et de son premier single Latata,,. (G)I-dle fait ses débuts sur scène lors d'un épisode du M Countdown de Mnet.
En octobre 2020, Glance TV présente son nouveau défilé de mode Minnie Soojin's i'M THE TREND (민니 수진의 i'M THE TREND) et associe Seo et Minnie. Le duo se livre à chaque fois à une bataille de style pour le titre de « Trend Center », qui est une combinaison d'un créateur de tendances et d'un centre d'idoles. De plus, le duo révèle ses secrets de style, diverses tenues, des conseils de shopping et une vidéo picturale Fashion Film. L'émission est diffusée le 14 octobre sur Naver Style TV.
Le 22 octobre 2020, selon Cube Entertainment, Soojin est examinée et soignée à l'hôpital pour une entorse à la cheville qu'elle a subie lors d'un entraînement de chorégraphie. Elle se rend à l'hôpital pour examen et traitement. L'agence a déclaré : « À la suite de l'examen effectué par le personnel médical, le ligament de la cheville a augmenté, et selon l'avis du personnel médical, devant porter un plâtre et une protection jusqu'à la guérison, nous vivrons avec un minimum de mouvements pour le moment. Elle n'est donc pas en mesure de participer aux prochaines apparitions du groupe, notamment le '2020 LIVE in DMZ' le 23 octobre et le '2020 K-Culture Festival' le 24. »

### 2021-2022: scandale d'intimidation, départ de (G)I-dle et Cube Entertainment
Le 4 mars 2021, il est annoncé que Soojin cesse temporairement toutes ses activités à la suite d'allégations d'intimidation de la part d'anciens camarades de classe. Le 14 août, Cube Entertainment annonce que Soojin s'est officiellement retirée de (G)I-dle, même si elle reste sous contrat dans la même agence. (G)I-dle poursuit ses activités en tant que groupe de cinq filles après son départ.
Le 5 mars 2022, Cube Entertainment annonce avoir officiellement résilié le contrat de Soojin après que des enquêtes policières ait conclu que les accusateurs n'étaient pas coupables de diffusion de fausses informations.
Le 8 septembre 2022, le représentant légal de Soojin publie une déclaration en son nom, déclarant que « le Comité autonome de l'école pour la lutte contre la violence scolaire l'a déclarée « non coupable » et qu'aucune action légale ne sera entamée. »

### 2023-présent: nouvelle agence et débuts en solo
Le 16 octobre 2023, il est annoncé que Soojin a signé un contrat exclusif avec l'agence BRD et se prépare à faire ses débuts en solo le même mois,. Une vidéo de performance de danse est publiée le 25 octobre, intitulée Black Forest, taquinant ses prochains débuts en solo. Son premier EP Agassy (en) sort le 8 novembre 2023.

## Discographie

### EPs
| Titre                | Détails                                                                                      | Classement | Ventes         |
| Titre                | Détails                                                                                      | KOR        | Ventes         |
| -------------------- | -------------------------------------------------------------------------------------------- | ---------- | -------------- |
| Agassy (en) (아가씨) | - Sortie : 8 novembre 2023 - Label : BRD - Formats : CD, téléchargement numérique, streaming | 8          | - KOR : 68 147 |

### Singles
| Titre           | Année | Classements | Album       |
| Titre           | Année | KOR DL      | Album       |
| --------------- | ----- | ----------- | ----------- |
| Agassy (아가씨) | 2023  | 84          | Agassy (en) |
| BADITUDE        | 2025  | A venir     | A venir     |

## Vidéographie

### Clips
| Titre           | Année | Directeur(s) | Ref.   |
| --------------- | ----- | ------------ | ------ |
| Agassy (아가씨) | 2023  | Kim Nam-suk  | [ 25 ] |

## Filmographie

### Émissions de variétés
| Année | Titre                         | Note                | Ref.   |
| ----- | ----------------------------- | ------------------- | ------ |
| 2020  | Minnie Soojin's i'm the Trend | Actrice avec Minnie | [ 11 ] |